# 대한민국 육군

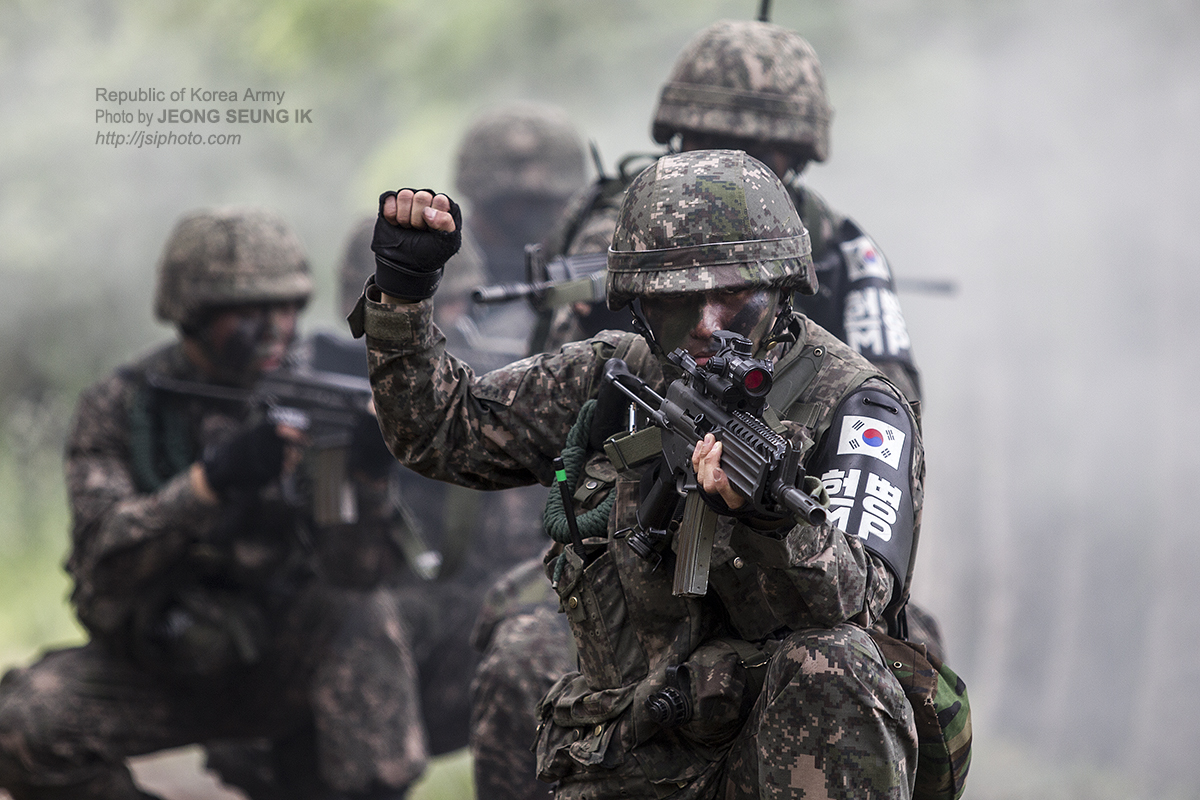
2014년 6월 DMZ 일대를 수색정찰 하는 대한민국 육군 3사단 수색부대의 모습.

대한민국 육군(大韓民國 陸軍, 영어: Republic of Korea Army, ROK Army, ROKA)은 대한민국의 지상군 전력으로, 대한민국 국군(大韓民國 國軍)의 3개 병종 중에서 가장 큰 비중을 차지하고 있으며, 예산도 가장 많이 배정된다.
2023년 7월 기준 대한민국 육군은 13개 보병 상비사단, 3개 기계화보병사단, 1개 신속대응사단, 12개 향토방위 목적 보병사단, 5개 동원목적 보병사단 이렇게 총 34개 사단 전력과 6개 군단 전력을 갖추고 있다.

## 역사

### 초기
일제강점기 시대의 독립군과 대한민국 임시정부 산하의 한국 광복군이 기원이나, 한편으로는 대한민국 육군의 시작을 남조선국방경비대와 미군정이 설립한 군사영어학교에서 찾기도 한다. 국방부는 1948년 12월 15일, 660명의 남조선국방경비대를 토대로, 8명의 중령(만주군 출신 백선엽, 양국진, 김백일, 신학진, 박동균, 일본군 출신 유재흥, 기타 이용무, 최덕신)을 대령으로 특진발령하였다.

### 한국 전쟁

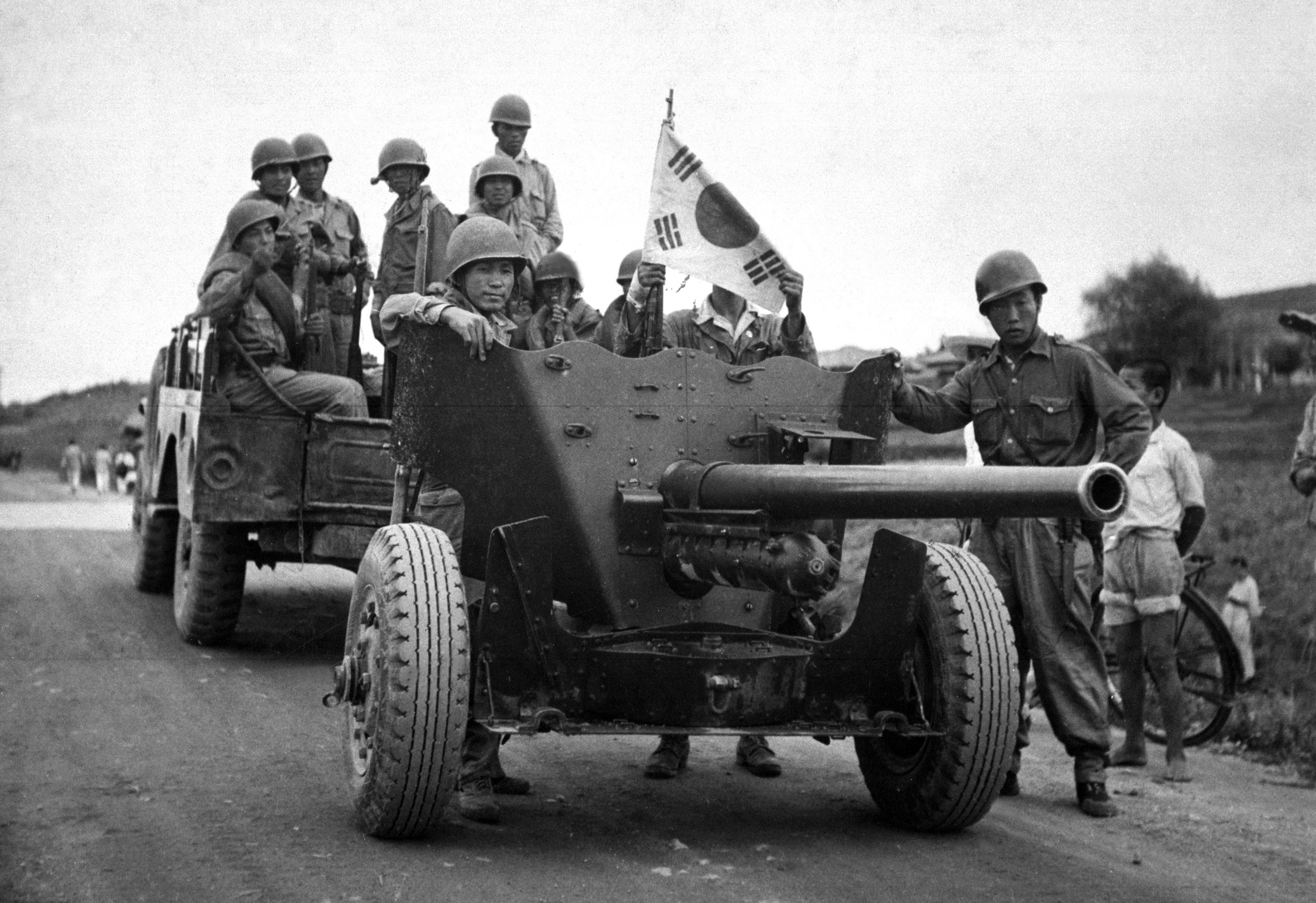
1950년 대한민국 육군 57mm 대전차포

한국전쟁 초기 대한민국 육군은 동부전선의             8사단, 6사단이 선전을 했으나, 서부전선의 경우 고전을 치렀다. 옹진반도를 방어하던 육본직할 17연대(백인엽 지휘)는 개전 직후 철수했으며, 청단-개성-문산을 방어하던 1사단(백선엽 지휘)은 동년 동월 27일까지 효과적으로 방어를 하였으나, 우측의 7사단이 괴멸하여, 서울이 점령됨에 따라 한강 이남으로 철수했다. 이 과정에서 1사단도 전투력의 60%이상을 상실하였으나 건제를 유지하였다. 의정부-포천축선을 방어하던 7사단의 경우 의정부지구 1연대의 선전에도 불구하고 포천축선의 9연대가 괴멸되고 이에 축차투입된 수경사 3연대, 2사단, 5사단도 붕괴되었다.

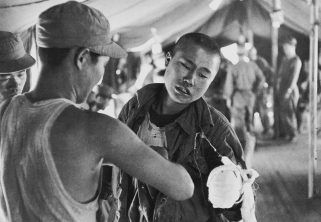
야전의료소에서 한국 군인들의 모습

이에 중국 국부군 2성 장군 출신의 김홍일 장군이 시흥지구 전투사령부를 조직하여 혼성 사단을 조직 한강선을 7일간 방어함으로써 미군이 전개할 시간을 얻었다. 50년 7월 5일과 7월 24일에 단행된 사단 재편성을 거쳐 해체되지 않고 유지되는 사단은 1사단, 6사단, 8사단 이상 3개 사단이며 3사단은 예하 22, 23연대의 건제가 그대로 유지되고 있었고 7월 24일부 다시 사단이 구성되었다. 상기 4개사단 (1, 3, 6, 8 사단)을 제외한 나머지 사단 (2, 5, 7사단)은 사라졌다가 후에 재창설되었다. 수도경비사령부의 경우 7월 5일부 수도사단으로 개칭되었다. 초기 창군 과정에서 장교들이 고속 승진을 거듭한 끝에 장군이라고 해도 김홍일, 김석원, 이응준 장군을 제외한 나머지 장성들이 20대 후반 ~ 30대 중반이었던 관계로 지휘 경험과 대규모 군대 운영 및 행정 경험이 부족하여 전쟁 기간 내내 지휘력, 전투력 부족 문제로 시달렸다. 그나마 위의 3 장군도 50년 9월 이후는 전쟁 일선에서 물러났다.
사단급 제대가 다시 10개로 늘어난 후에도 군단 편성이 늦어진 점이나 편성된 군단도 다른 나라 "군단" 급 부대에 비하면 보병사단 3개를 모아둔 것에 불과할 뿐, 군단으로서 전투력을 가지지 못한 경우도 있었다. 실제로 제1, 2군단은 모두 해체되었고, 현재의 제2군단은 1952년에 지리산 공비 토벌전을 위해 임시 편성인 기동 부대 성향의 백야전사령부를 모태로 새로 창설한 것이다. 대체적으로 한국군은 투지는 강했으나, 훈련의 양과 질, 장교의 지휘 능력, 보유 장비 등에서 부족함이 많았다. 백선엽 장군은 회고록에서 "1개 보병사단 전체를 105mm 1개 포병대대가 지원하고, 연대는 4.2인치 박격포 중대가 지원하는" 상황이었다고 술회했다. 당시 미군 보병사단은 1개 155mm 대대와 3개 105mm 대대로 사단 포병을 구성하고 있었다. 2013년 기준으로 한국군의 1개 사단을 지원하는 포병전력은 155mm 자주포 내지는 견인포로 1개 연대 정도다. 물론 편제에 따라서 다소 차이가 있으며 105mm포는 향토사단 등에서만 사용할뿐 현역 사단에서는 거의 사용하지 않는다.
1951년 이후 미국이나 대한민국 모두 한국군의 군사력 증강을 위하여 노력을 기울였다. 미국도 NATO의 창설과 냉전 분위기 등으로 인해 한국에서 병력을 철수해야 하는 상황이었다. 백선엽 장군의 회고록에 따르면 1951년까지 미국과 이승만 대통령은 증강에는 동의했지만, 그 방식에서 의견이 첨예하게 대립했다. 이승만 대통령은 기존 10개 사단 외에 10개 사단 추가 증설을 위한 지원을 요구했고, 미국은 기존 사단들도 전투를 제대로 수행하지 못하는데 무슨 10개 사단 증설이냐면서 기존 사단들의 전투력 배양이 먼저라고 맞받아쳤다. 즉, 양이냐, 질이냐에서 이승만 대통령은 전자를, 미국은 후자를 주장한 것이다.
이 와중에 현리 전투에서 제3군단이 패배하여 수십Km를 후퇴했고, 이웃한 미군 사단들이 급히 수습에 나서야 하는 사건이 발생하였다. 이 전투에서 한국군이 보여준 무기력한 모습은 결국 미국 8 군 사령부와 유엔군 사령부의 중대 결단을 낳게 했다. 당시 육군 본부는 최전방에 전방 지휘소를 두고 국군 군단에 대해 어느 정도의 작전지휘를 하고 있었다. 1950년 7월 협정으로 이승만 대통령이 미국에 한국군의 전체 지휘권을 넘겨주었지만, 미군은 융통성을 발휘해 육본의 독자 지휘를 어느 정도 인정해주고 있었다. 그러나 이 사건으로 전방지휘소 뿐만 아니라 제3군단마저 폐지하고 모든 한국군 사단을 미군 군단에 배속시키게 된다. 군단급 이상 상급 부대가 모두 폐지된 것은 한국군에게는 치욕이었으나, 이승만 대통령도 미군의 주장을 인정하지 않을 수 없는 상황이었다. 결국 전쟁 중 한국군의 1차 증강은 미군의 주장에 따라 기존 사단들의 전투력 배양과 장교에 대한 교육 과정 강화를 우선 사업으로 시작하게 되었다.
휴전 후 병력증강과 M4 셔먼, M47 패튼 전차 도입 등 장비증강이 진행되었고, 1954년까지 제1, 2군 사령부와 군수기지사령부·군관구사령부, 10개 예비사단이 창설되었다.

### 베트남 전쟁 참전
1963년부터 미국은 베트남 전쟁에 파견, 지원할 군사적 협력을 세계 각국에 요청하였고 대한민국 역시 미국의 파월 지원 요청에 응하여 비둘기부대를 비롯한 건설공병대대 파견을 시작으로 1972년까지 약 32만명의 국군을 파병하게 된다. 32만명 파견 중 전사 5천명, 부상 1만 9천명의 사상자가 나오기도 했다.

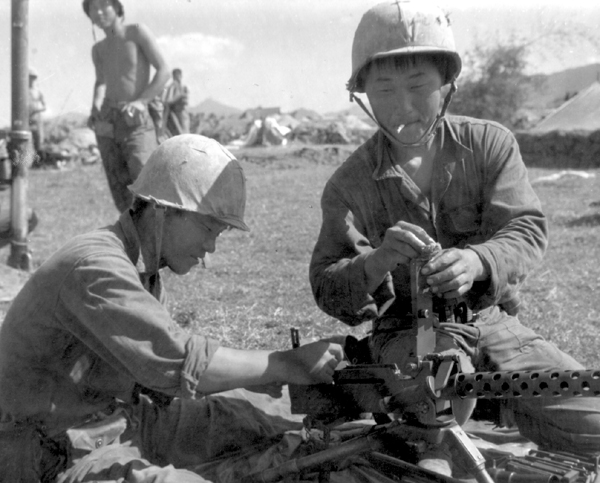
뚜이 호아에서 방어진지를 구축중인 해병들의 모습

국군 발전사상 베트남 전쟁 파병은 특기할 만한 일이다. 1964년 9월 11일 1300명으로 구성된 제101 이동외과 병원과 10명으로 구성된 태권도 교관단의 파견, 1965년 3월 16일 육군 건설공병부대인 비둘기 부대(1개 공병대대, 해병 공병중대, 경비대대, 수송중대)가 파견된 이후 계속 증파되어 10월 9일에는 제 2해병사단인 청룡부대를, 10월 22일엔 수도 기계화 보병사단인 맹호부대를, 1966년 4월 그리고 8월 30일에 9사단 백마부대가 파병됨으로써 무려 약 5만명(군단 규모)을 헤아리게 되었다.
국군의 베트남 파병에 대해서는 그 때마다 남베트남 정부의 요청과 대한민국 국회의 승인이 있었으나 그 심의과정에서는 야당인사인 윤보선, 장준하 등의 반대를 시작으로, 파병 찬·반 양론이 엇갈리기도 하였다. 그러나 월남전에 파월(월남에 파병)한 국군은 극복할 수 있는 문제점을 극복했을 뿐만 아니라 다대한 전공과 업적을 쌓았으며, 베트남 땅에 국군에 대한 많은 신화를 남겨 놓게 되었다. 베트남 파병의 대가로 미국으로부터 받은 자금과 회수한 무기로 군사무기 개량과 경부고속도로 건설, 경제 개발 사업 자금 등으로 활용되었다. 베트남전이 서서히 막을 내리던 1973년 3월 파월 국군은 완전히 베트남 땅에서 철수하였다.

### 21세기

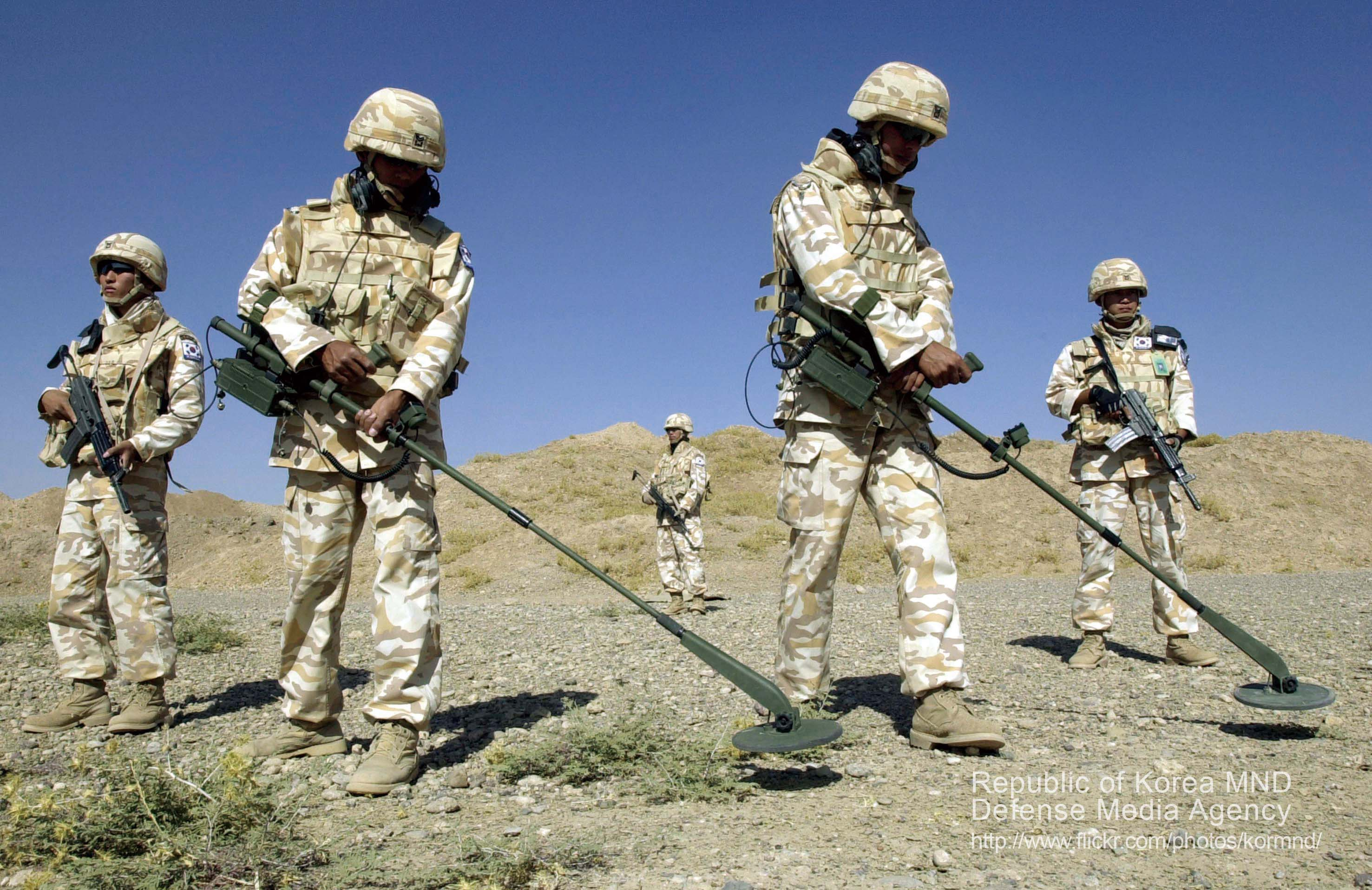
2004년 9월 이라크 아르빌에서 지뢰 탐지 중인 대한민국 육군 자이툰 부대 병력

2014년 10월 1일, 이라크 전쟁에서의 군수 문제 발생 사례를 토대로 병기, 병참, 수송 병과를 묶어 군수 병과로 창설하였다. 새로운 병과를 위한 교육과정인 통합군수관리과정을 신설 및 운용할 계획에 있다.
이후 국방개혁이 진행 중이다. 자세한 내용은 야전군 통합과 현대화 항목을 참고.

#### 야전군 통합
국방개혁 2020에 따라 2000년 12월에 집행될 예정이었던 제1야전군과 3야전군의 지상작전사령부로의 통합 계획이 2014년 3월 6일에 발표된 국방개혁 기본계획 2014~2030으로 재추진되고 있다. 그리고 군단 중심의 작전 수행체계를 구축하기로 예정이다.
현재의 군단 8개는 2020년까지 7개로, 2030년까지는 6개로 줄일 계획이다. 다만 이 외 수도방위사령부는 기능 사령부 중 하나로 그대로 존치할 계획이다.

#### 현대화
- 분대당 대전차 화기 1정씩 배치
- 사제 장비 착용 허용, 개인전자제품 소지 허용
- 야간 야시장비, 스코프, 도트사이트, 광학장비, 고글, 방탄복, 피복, 보병장비, 개인장비, 장구류, 군장 등 개선
- 저격수, 정찰 저격수 양성 (저격수 학교 창설)
- 155mm 자주포 증강 (105mm 곡사포, 155mm 곡사포 전부 퇴역)
- 방독면 등 화학 제독장비 최신 장비로 교체
- 공병 장비 확충, 노후화된 공병 장비 교체
- 트럭·지프 등 각종 차량의 80%가 수명연한(12년) 넘음, 최신 차량으로 교체
- 전 부대 차량화, 기계화
- 무인 항공기 증강
- 레이다 시설 확충, 노후화된 레이다 교체

### 2024년 계엄군

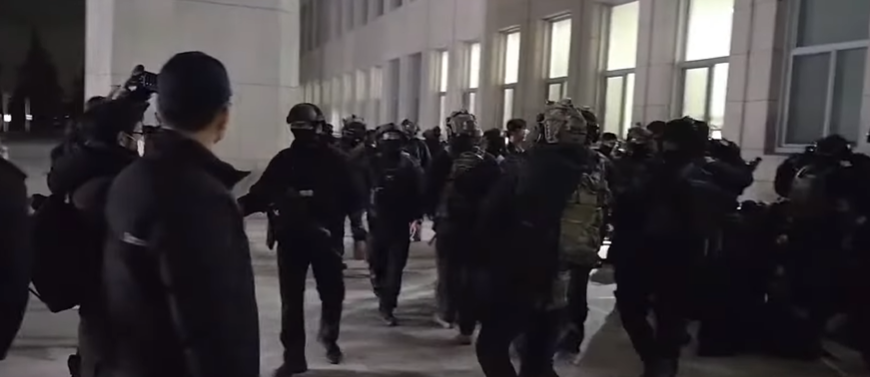
국회로 진입한 계엄군

2024년 12월 3일 오후 10시 27분경 대한민국의 윤석열 정부가 비상계엄령을 선포함에 따라 계엄사령부가 구성되었고 육군참모총장인 육군 대장 박안수가 계엄사령관으로 임명되었다. 이후 언론 통제와 검열 기능을 맡는 보도처를 설치할 것을 계획하였으며, 무장한 계엄군이 헌법기관인 국회와 중앙선거관리위원회에 난입하는 등 헌법 질서를 흔들었다. 이후 국회에서 비상계엄 해제 요구안이 재석 의원 190명에 찬성 190표로 가결됨에 따라 철수하였다.

## 사업

### 율곡 사업
1970년대에는 M16A1 소총을 국내 라이선스 생산과 수류탄과 방독면의 국산화에 성공하였다. 또 1984년에는 현재 기계화 전력의 대부분을 이루고있는 K-200 장갑차를 차체생산하고 1987년에는 3세대 전차인 K1 전차를 도입하였다.

### 장비 개발
현재 국방과학연구소(ADD)는 K2 전차(K2 흑표, Black Panther)를 개발했다.2014년 실전배치된다.K-21 전투장갑차는 2012년경 전력화하였고 대형 공격헬기와 고정익 항공기를 증강중이다.병들의 개인화기 및 개인장비도 개선시키는 중이다. 전투력 향상을 위해 개인장비, 장구류, 군장이 늘어나고 저격소총, 옵션장비, 사격장, 1인당 교탄증가가 되었다. 소대장이 항공근접지원을 직접 유도할 수 있고 병사들은 무인 정찰기를 수시로 띄울 수 있다.

## 조직

### 참모총장
대장 계급의 현직 군인중에서 국방부 장관의 선임에 따라 임명되며, 현재는 비상계엄 사태로 인해 박안수 육군참모총장이 경질되어 3사관학교 26기 출신인 고창준 육군 대장이 직무대리 중에 있다.

### 편성
현재 육군본부 및 7개 기능 사령부와 2개 작전사령부 (지상작전사령부, 제2작전사령부) 체제로 유지되고 있다.
주한 미군과의 연합합동작전을 위한 한미연합사령부와 지상구성군사령부가 있다.
2019년 3월 29일 현재 육군본부, 지상작전사령부, 제2작전사령부, 수도방위사령부, 특수전사령부, 항공작전사령부, 미사일사령부, 군수사령부, 교육사령부, 인사사령부, 동원전력사령부로 구성되어 있다.

### 계급
| 계급            | 계급            | 전투복(포제 정장) | 전투복(포제 견장) | 정복      |
| --------------- | --------------- | ----------------- | ----------------- | --------- |
| 장성 (將星)     | 원수 (元帥)     |                   |                   |           |
| 장성 (將星)     | 대장 (大將)     |                   |                   |           |
| 장성 (將星)     | 중장 (中將)     |                   |                   |           |
| 장성 (將星)     | 소장 (少將)     |                   |                   |           |
| 장성 (將星)     | 준장 (准將)     |                   |                   |           |
| 영관 (領官)     | 대령 (大領)     |                   |                   |           |
| 영관 (領官)     | 중령 (中領)     |                   |                   |           |
| 영관 (領官)     | 소령 (少領)     |                   |                   |           |
| 위관 (尉官)     | 대위 (大尉)     |                   |                   |           |
| 위관 (尉官)     | 중위 (中尉)     |                   |                   |           |
| 위관 (尉官)     | 소위 (少尉)     |                   |                   |           |
| 준사관 (准士官) | 준위 (准尉)     |                   |                   |           |
| 부사관 (副士官) | 원사 (元士)     |                   |                   |           |
| 부사관 (副士官) | 상사 (上士)     |                   |                   |           |
| 부사관 (副士官) | 중사 (中士)     |                   |                   |           |
| 부사관 (副士官) | 하사 (下士)     |                   |                   |           |
| 병 (兵)         | 병장 (兵長)     |                   | 견장 없음         | 견장 없음 |
| 병 (兵)         | 상등병 (上等兵) |                   | 견장 없음         | 견장 없음 |
| 병 (兵)         | 일등병 (一等兵) |                   | 견장 없음         | 견장 없음 |
| 병 (兵)         | 이등병 (二等兵) |                   | 견장 없음         | 견장 없음 |

## 장비
| 보병 화기 권총(보조무기) K5 권총 M1911A1 콜트 자동권총 베레타 92FS 권총 S&W M10 리볼버 권총 S&W M19 컴뱃 리볼버 권총 코너샷 소총(주무기) (퇴역 및 개발취소 화기) 대한식 소총(1) , 대한식 소총(2) - 각주참고 [ 11 ] M1 개런드 - 각주참고 [ 12 ] M1 카빈 및 M2 카빈 - 각주참고 [ 13 ] MX 소총 - 각주 참고 [ 14 ] M14 소총 - 각주참고 [ 15 ] XK-8 불펍소총 - 취소됨. K11 복합형소총 - 사업폐기후 전량폐기처분 (현용 화기) M16A1 소총 - 각주참고 [ 16 ] K2 소총 - 현용 제식소총. 각주참고 [ 17 ] 교체중단. K2-C1 소총 - K-2 소총의 피카티니 레일 개량형. 기관단총 M3 기관단총 - 퇴역(K1A 기관단총으로 대체) K1A 기관단총 K7 소음기관단총 XK-9 기관단총 - 도입 취소됨. XK-10 기관단총 - XK-9 기관단총의 단축형으로 도입 취소됨. MP5A3 SEP/MP5A4/MP5A5/MP5SD6 소음기관단총 기관총 K3 5.56mm 기관총(분대지원화기) K6 12.7mm 중기관총 - M2 QCB의 한국형 중기관총. K16 7.62mm 기관총 XK-13 - 미국의 OSCW 개발 계획이랑 비슷한 계획이었으나 취소됨. M60E3 7.62mm 기관총 M60D 7.62mm 기관총 MG50 12.7mm Cal.50 중기관총 M2HB 12.7mm 중기관총 유탄발사기 K4 40mm 고속유탄기관총 K201 유탄발사기 M203 유탄발사기 산탄총 베넬리 M3 - 특수전 화기 [ 18 ] M870 - 특수전 화기 Kel-Tec KSG - 특수전 화기 USAS-12 - 국산 무기(도입은 취소) 저격총 K-14 7.62mm 저격소총 AW50 12.7mm 저격소총 MSG-90 7.62mm 저격소총 SSG-69 7.62mm 저격소총 대전차무기 현궁 대전차 미사일 BGM-71E TOW2A 대전차 미사일 BGM-71C ITOW(Improved TOW) 대전차 미사일 M40A2 106mm 무반동포 (K116 지프에 탑재해 대량으로 운용중) M67 90mm 무반동포 M-72 LAW 66mm 대전차 로켓 메티스-M 대전차 미사일 판처파우스트 3 대전차 로켓 스파이크 대전차 미사일 K.LAW(한국형 대전차 로켓) - 관통력 대비 중량과 크기가 너무 커서, 결국 양산에는 이르지 못하고 취소됨. | 차량 및 화기 육상차량 K-111 K-131 K-151 - 2010년대 중반 개발되고 전방부터 배치중. K-311 K-511 K-711 K-811 K-532 M-977 장갑차 M8 / M20 그레이하운드 - 퇴역 M3 하프트랙 - 퇴역 M113 보병전투장갑차 (APC, 계열 포함) - 퇴역 K-21 보병전투장갑차 (NIFV,500대 예정) K200/A1 보병전투장갑차 (APC,계열차량 포함 2400대 추정) K221 적외선 차페겸용 발연체계 궤도식 장갑차 K277 Command Post 지휘 장갑차 (정확한 숫자 미상) KM9 ACE 공병 장갑차(약 200대) KM-900/901 장갑차 (400대) - 2020년대 초반 퇴역 예정 K-806/808 차륜형 장갑차(600여대) - 2016년부터 양산중(초도 양산으로 16대 배치) BMP-3 보병전투차 (NIFV,80대) - 불곰사업 도입 바라쿠다 장갑차 (APC,12대) 전차 M4A3E8 셔먼 이지에잇 - 퇴역(1960년대 중반 퇴역 추정) M24 채피 - 1951년(6.25 전쟁중) M36 잭슨 훈련용으로 사용하다가 미군이 회수하고 대만군(중화민국군)에게 인계됨.(퇴역) M26 퍼싱 - M46 패튼과 함께 극소수 도입해서 운용하다가 퇴역(1970년대 이전 퇴역 추정) 백선엽 회고록에 언급되는 M26 / M46 전차 M46 패튼 - 퇴역(1970년대 이전 퇴역 추정) 대한뉴스 제 316호(M46 패튼은 35초부터) M36 잭슨(구축전차) - 퇴역(1959년) M56 스콜피온(구축전차) - 퇴역 1960년대 국군의 날(M56 스콜피온) M47 패튼 - 퇴역(2007년 추정) M48A1 - 1978년부터 전량 M48A3K / M48A5K로 개량 M48A2C - 극소수의 M48A3K / M48A5K로 개량된 경우를 제외한 나머지 M48A2C 전량 2000년대 중반 퇴역(2007년 추정) M48A3K 전차 (300대)-퇴역 예정(2020년대 초반) M48A5K/M48A5 전차(500대)-퇴역 예정(2020년대 중반 이후) K1 전차 (1027대 추정) - 전량 K-1E1 개량 진행 중, 2024년 K-1E2 개량예정 K1 구난 전차 (KARV,각 전차대대 배치) K1 교량 전차 (KALVB,기계화보병사단과 공병단에 배치) T-80U 전차(33대) - 불곰사업 도입 T-80UK 지휘전차 2대 - 불곰사업 도입 K1A1 전차 (484대 추정) - K-1A2 개량 진행 중 K2 전차 (200대 예정), 3차(미정) 곡사포 및 자주포 M2A1 / M-101A1 105mm 곡사포 - M2A1은 2차세계대전 이전의 미국의 제식명칭이고 추후 M-101A1으로 개칭되었다. KH-178 105mm 곡사포 105mm 곡사포 계열 총 3000문 추정 KH-179 견인 곡사포(1500문 이상 추정) K-55A1 자주포(1200여문) - 매년 50 ~ 100대의 K-55를 K-55A1으로 개량 K-9(A1) 자주포 (1100여문) - 보병사단 포병연대, 기계화사단 포병여단, 군단포병여단에 배속되어 운용 중으로 2018년 8월부터는 개량형 K-9A1 자주포를 실전배치. 추후 K-9A2로 개량예정 K105A1 자주포 (850문 양산 중) - K-9 자주포의 기술을 기반으로 M2A1 / M101A1 105mm 곡사포를 재활용할 목적으로 신규 생산한 자주포, 2018년부터 양산 중이며 정작 곡사포의 포신은 신규 생산이다. 포병전자기상관측 장비 다연장 로켓 K-136(A1) 구룡 다연장로켓 - 1986년 실전배치(천무 다연장 로켓으로 대체 중으로 추정) M270(A1) MLRS - 1990년대 후반 도입 추정 K-239 천무 다연장로켓 - 2015년 실전배치 박격포 K242A1 / K281A1 자주 박격포 120mm 박격포 M-30 및 KM-30(면허생산) 107mm 4.2인치 박격포 KM-29A1 81mm 박격포 KM-181 60mm 박격포 KM-187 81mm 박격포 미사일 현무1 탄도미사일 현무1-ER 탄도미사일 현무2 탄도미사일 현무2-B 탄도미사일 현무3A,3B.3C 순항미사일 현무4 탄도미사일 신궁 지대공 미사일 천궁 지대공 미사일 천마 (200대 이상 예정,천마 통제용 통신 박스카) 천무 다연장 로켓 미스트랄 지대공 미사일 백곰 - 1970년대 말 개발, 5공화국 초반 개발 취소(추후 현무1 미사일로 신규개발) 어네스트존(발사기 12기) - 퇴역 에이태킴스(MLRS 전용 미사일,111기 이상) 재블린 지대공 미사일 FIM-92 스팅어 지대공 미사일 K263A1 자주 대공포(약 100대 이상) K30 비호 자주대공포(약 200대 이상) KM167A3 견인 벌컨포 SA-18 9K38 이글라 지대공 미사일 - 불곰사업 도입 35mm 오리콘 2연장 견인 대공포(35문) 130mm K-136/ K-136A1 구룡(250대) - 추후 K-239 천무 다련장으로 대체 예정 227mm M270 MLRS (96대) 130mm / 237mm K-239 천무(218 ~ 367대 예정) - M270 MLRS의 탄약이나 K-136(A1) 구룡의 탄약 호환. 건설차량 K712 렉커 K713 덤프트럭 K715 트랙터 KARV 구난 전차 KAVLB 교량 전차 M2 장간 조립교 M4T6 중문교 MGB 간편 조립교(2단교) RBS 리본 부교 REB 가설 단정 경문교 굴삭기 덤프트럭 도보교 문교 부교 트랙터 작전차량 K10 탄약 이송차량 (탄약보급장갑차) - (K9 자주포 2 ~ 3대당 1대 비율로 생산배치중) K-56 탄약이송차량(탄약보급장갑차) - (K-55 및 K-55A1 2 ~ 3대 당 1대 비율로 생산 추정) K288A1 구난 차량 (정확한 숫자 미상) K77 포병사격 지휘차 (K55A1 자주포대 1대씩) K111 소형 전술차량 K112 BGM-71C ITOW(Improved TOW) 대전차 미사일 탄약 운반차량 K113 BGM-71E TOW2A 대전차 미사일 발사차량 K114 LWB 카고 소형 화물차량 K115 긴급응급차량 K116 106mm 무반동포 차량 K117 조명 차량 K131 전술차량 K131 화생방 정찰차량 K132 방탄차량 K151 - K-111과 K-131을 대체하는 신규 전술차량으로 2010년대 중반부터 전방부터 배치중 K311 다목적 트럭 K312A1 구급차량 K313 야전지휘차량 K314 방송차량 K315 샵밴차량 K318 적외선 차폐겸용 발연체계 차량 K319A1 방탄차량 K511 수송차량 K511A1 수송차량 K514 FDC 사격지휘차량 K532 전술지원 차량(500대) K711 5톤 트럭 K711 5톤 유압크레인 K711 5톤 통신박스카 K711 송골매 무인 정찰기 탑재 차량 K711A1 5톤 트럭 K712 5톤 구난차 K716 샵밴 K716A1 확장식 밴 차량 K7169 리본식 밴 차량 K720 롱카고 차량 K721 5톤 제독차 K811 차량 K912 17톤 구난차량 K915 10톤 중장비 수송차량 KM9 제독차 KM503 트랙터 KM504 지취차량 KM505 롱카고 차량 KM809A1 구룡 다연장 로켓 차량 M977 오시코시 탄약수송 트럭 (MLRS 전용 탄약차량,58대 추정) GOP 감시 무인 로봇 IED 제거 무인 로봇 TSC-791K 위성통신차량 가설단정 탑재 차량 견마 로봇 산악용 2인승 오토바이 스카이나 트럭 | 기타 장비 대전차장비 AN/TPG-36/37 대포병 레이다(16대) K441 연습용 대전차 지뢰 KM19 연습용 대전차 지뢰 KM79 연습용 대전차 지뢰 KM14 연습비금속 대인 지뢰 KM14 폭풍형 발목 대인 지뢰 KM15 대전차 지뢰 KM16 연습대인지뢰 KM16A1 파편형 지뢰 KM18A1 크레모아 대인 지뢰 KM19 대전차 지뢰 KM49A1 조명 지뢰 KM138 지뢰 살포기 NMD-9 지뢰탐지기 MK4 지뢰제거 장비(영국) M2A1/3/4 도약식 대인 지뢰 M3 목침 대인 지뢰 M18 크레모아 대인 지뢰 M70 원격 조정 전차 지뢰 M73 원격 조정 전차 지뢰 M74 자폭형 대인 지뢰 GDS-17K 금속지뢰탐지기 TM-808 금속탐지기 TPS-224K 지상감시 장비 TPS-930K 저고도 방공 레이다 다용도 지뢰제거 장비 리노 무인 지뢰제거 장비(독일) 마인 브레이커 대전차 지뢰제거 장비(독일) (탐지기 및 지뢰) 미클릭 지뢰제거 장치 아서 대포병 레이다 연습용 크레모아 대인 지뢰 지뢰탐지봉 포민스 II 휴대용 지뢰제거 시스템 통신기기 ARC-900K 항공용 FM 무전기 KAN CRC-512 UHF 극초단파 다중 채널 무전기 KAN GRC-512A(V) UHF 다중 채널 무전기 KAN URC-87 휴대용 AM 무전기 RPC-77 중대 FM 무전기(구형) - 퇴역 예정 PRC-85K 분, 소대 휴대용 FM 무전기 PRC-96K 분, 소대 휴대용 FM 무전기 PRC-950K 휴대용 AM 무전기 PRC-999K 중대 FM 무전기 PRC-999KEC 전술제대 지휘용 무전기 TA-1 PT 자선식 야전 전화기 TA-312 PT 자선식 야전 전화기 TA-512K 전자식 전화기 TA-512KA 전술용 전자식 전화기 TMMR 전술용 다대역 다기능 무전기 VRC-946K 계열 FM 초단파 무전기 VRC-950K 차량용 HF 단파 무전기 대화생방장비 K1 방독면(구형) K5 방독면(신형) - 2017년 이후로 생산 중 K50 방독면 KM256 화학 작용제 탐지킷 KM8K2 화학 자동경보기 KM8KM9 탐지기 K-CAM2 화학 작용제 탐지 장비 CAD 화학 탐지기 방독면 주머니 보호의 야간장비 AN/PVS-5 야간투시경 AN/PVS-7 야간투시경 AN/PVS-4 2세대 야간조준경 AN/PVS-14K 단안형 야간투시경 AVS-01K 전투기 조종사 AVS-6 헬기 조종사 KAN/TVS-5 공용화기 야간조준경 KM17A2 쌍안경 KM20 쌍안경 PAS-01K 야간조준경 PAQ-04K 개량형 야간 표적 지시기 PAQ-91K 야간 표적 지시기 PVS-04K 야간투시경 PVS-05K 기관총 주야조준경 PVS-98K 휴대용 주야간관측 장비 TAS-970K 열상 감시장비 TOD TWS 열영상 조준경 VECTOR-21 다기능 쌍안경 관측경 신궁 야간 조준기 장갑차용 주간잠망경 전차 주간 잠망경 조종수 야간잠망경 탐조등 PVS-11K 조준경(K1,K2) | 항공기 회전익 항공기 AH-1S/F 공격헬기 (70기) AH-64E 공격헬기 (36기) UH-1H 수송헬기 (118기) UH-60P 수송헬기 (총 138기, 육군 112기 4개 대대, 해군 10기, 공군 16기) 500MD/TOW형 (250기) Bo-105 CBS-5 정찰수송헬기 (12기) CH-47D 대형 수송 헬기 (23기,CH-47LR(롱레인지)6기) 수리온 (육군 250기 예정, 해병대 34기, 해군 6기, 공군 2기) 무인항공기 RQ-101 송골매 무인 정찰기 서처 무인 정찰기 스카이 락II 무인 정찰기(1대) 캡코터 무인 헬기 |

## 교육 및 훈련

### 후반기
과거에 보병은 충청남도 논산시 논산훈련소에서 4주 훈련을 받은 후, 보병학교에서 3주간 보병 후반기 교육을 받았지만 현재 보병 후반기 교육은 폐지되었다. 의무적으로 복무하는 병들은 보직에 따라서 후반기 교육을 타 지역에 위치한 행정학교에서 받게된다.

## 부대별 운영비용
- 평균 경상운영비(전력운영비로 개칭)에는 인건비, 급식 및 피복, 국방정보화, 장병보건 및 복지향상, 군수지원 및 협력, 교육훈련, 군사시설운영, 예비전력관리, 기타 행정경비 등이 포함되어 있다.
- 육군과 해병대의 경상운영비에서 소속부대 인원으로 나누어보면 해병대의 장병 1명의 경상운영비가 더 높으나, 이러한 산출법으로 장병 1인의 경상운영비를 나타 낼 수는 없다. 다만 해병대원 1명의 양성비용이 육군대원 1명의 양성비용보다 더 많으며, 그에 따른 종합적인 교육훈련비가 차이가 나는 것이다.

- 육군 3개 기계화보병사단 2009년 기준 평균 경상운영비 : 1,606억
- 육군 13개 상비사단 2009년 기준 평균 경상운영비 : 1,424억
- 육군 12개 지역방위(구 향토)사단 2009년 기준 평균 경상운영비 : 1,115억
- 해병대 2개 사단 2009년 기준 평균 경상운영비 : 893억
- 육군 5개 동원사단 2009년 기준 평균 경상운영비 : 277억

## 병과

### 전투
보병
기갑
1950년 10월 미국 육군에서 인수받은 M-36 잭슨 6대로, 1950년 11월 10일 국방부 일반명령 제90호에 따라 경상남도 동래에서 육군종합학교 교수부에 전차과를 신설하고 병과 교육을 시작하였다. 1951년 10월 5일 국방부 일반명령 제143호에 따라 제51, 52전차중대를 모체로 병과가 창설되었다. 현재 관련 병과학교는 1953년 5월 15일에 설립된 육군기계화학교.
포병
1948년 10월 23일 창설.
방공
정보
공병
1948년 12월 15일 창설, 관련 병과학교는 공병학교로 1948년 11월 25일에 설립되었다.
정보통신
1946년 6월 15일 남조선 국방경비대 총사령부 예하에 통신과를 설치하였다. 설치한 날이 기념일로 지정되었으며, 병과는 1948년 12월 15일에 국군조직법에 따라 제정되고, 2005년 1월 1일 정보통신병과로 개정되었다. 현재 정보통신학교에서 교육을 담당한다.
항공

### 기술
화생방
군수
- 병기

1946년 7월 1일 창설, 종합군수학교 예하 병기교육단에서 교육을 담당한다.
- 병참
1948년 12월 15일 창설, 1954년 7월 10일이 병참병과의 날로 제정되었다. 현재 종합군수학교 예하 병참교육단에서 담당한다.
- 수송
1951년 4월 16일 창설, 야전수송교육단과 종합군수학교 예하 수송교육단에서 교육을 담당한다.

### 행정
인사
1946년 7월 21일 창설. 1951년 7월 21일이 부관병과의 날로 제정되었다.
2014년 9월 13일. 부관병과가 인사행정병과로 변경되었다.
2019년 6월 25일. 인사행정병과가 인사병과로 변경되었다.
재정
1948년 12월 15일 창설, 육군종합행정학교에서 교육을 담당한다.
2012년 2월. 육군중앙경리단이 국군재정관리단으로 통합되었다.
경리병과가 재정병과로 변경되었다.
군사경찰
2020년 2월 헌병병과가 군사경찰병과로 변경되었다.
정훈

### 특수
의무
1948년 12월 21일 창설.
수의
1949년 3월 7일 창설.
간호
1948년 5월 26일 창설. 국군간호사관학교에서 교육을 담당한다.
법무
군종
1950년 12월 21일 이승만 대통령의 대통령 비서실 지시 제29호에 따라, 1951년 2월 7일 육본 일반명령 제31호에 의거하여 육군본부 인사국에 군승과(軍僧課)를 설치한 것을 계기로 창설되었다. 1951년 4월 14일, 육본 일반명령 제55호에 따라 군목, 1968년 8월 17일에 국방부 일반명령 제34호에 따라 군종으로 개칭되었다.
군악

## 같이 보기
- 대한민국 공군
- 대한민국 해군
  -  대한민국 해병대
- 대한민국 육군의 부대 조직 및 편성 목록
- 대한민국 육군의 사단 목록
  - 대한민국 육군의 여단 목록
  - 대한민국 육군의 연대 목록
- 국방개혁 2020
- 국방개혁 307계획
- 합동참모본부
- 한국 광복군
- 대한민국의 병역 제도
- 연천 군부대 총기 난사 사건
- 양심적 병역 거부
- 대한민국의 병역 제도에 대한 비판